# Comuna Pidpîlîpea, Camenița
Pidpîlîpea (în ucraineană Підпилип'я) este o comună în raionul Camenița, regiunea Hmelnîțkîi, Ucraina, formată din satele Pidpîlîpea (reședința) și Podoleanî.

## Demografie
Componența lingvistică a comunei Pidpîlîpea
     Ucraineană (97,18%)
     Rusă (2,54%)
     Alte limbi (0,28%)
Conform recensământului din 2001, majoritatea populației comunei Pidpîlîpea era vorbitoare de ucraineană (97,18%), existând în minoritate și vorbitori de rusă (2,54%).